# Запрос предложения
Запрос предложения (англ. Request for proposal, RFP) — документированный запрос организации, заинтересованной в приобретении каких-либо товаров или услуг. Создаётся заказчиком для потенциальных подрядчиков (поставщиков) в тендерных или аукционных процессах.
Применяя запрос предложения при поиске контрагента, организация-Заказчик информируют широкий круг поставщиков о планируемой закупке. Этим действием заказчик стимулирует поставщика к представлению более выгодного предложения, чем при личном обращении. Поставщик осознаёт, что закупки проводятся на конкурентной основе, и организации-конкуренты также примут участие в сравнении предложений. В последние годы такая процедура определения контрагента получила широкое распространение. Дабы соблюсти принцип охвата широкого круга лиц и вовлечь в процесс сравнения предложений больше участников  рекомендуется делать запрос предложений на специализированных электронных площадках для запроса предложений в сети Интернет.
В запросе формулируются цели, требования к проекту, продукту или услуге, определяются критерии качества продукта или услуги, а также объявляются критерии выбора поставщика.
Запрос может диктовать структуру и формат предложений поставщиков для возможности сопоставления предложений.
Ранее термины запрос цены и запрос предложения использовались исключительно в международной торговле, однако с принятием законов, регулирующих госзакупки, запрос коммерческого предложения является обязательной процедурой при определении начальной цены торгов.

## Основные цели
- Получить правильную информацию для принятия бизнес решения.
- Принять верное решение относительно стратегического приобретения.
- Улучшить покупательную способность компании для получения благоприятной сделки.
- Получить возможность рассмотреть более широкий и творческий диапазон решений.

## Ключевые преимущества
- Уведомляет поставщиков о том, что организация планирует приобретение и поощряет их делать свои лучшие предложения.
- Требует, чтобы компания определила то, что она предлагает купить. Если анализ требований был подготовлен должным образом, он может быть легко включён в документ запроса.
- Предупреждает поставщиков, что процесс выбора базируется на конкурентной основе.
- Позволяет охватить более широкий диапазон предложений.
- Гарантирует, что поставщики фактически отвечают на определённые требования.
- Следуя чёткой процедуре оценки и выбора организация может продемонстрировать беспристрастность — решающий фактор в приобретениях общественного сектора.

## Спецификация
Запрос предложения обычно включает больше чем запрос на цену[уточнить]. Требуемая информация может включать общую корпоративную информацию и историю, финансовую информацию (может ли компания поставлять без риска банкротства), технические возможности (используемый при наиболее важных приобретениях служб), информацию о продукте, такую как наличие на складе и предполагаемый период завершения, контактная информация прежних или существующих клиентов, которая может быть проверена, чтобы определить подходит ли компания.
В вооружённых силах запрос предложения часто используется для обеспечения оперативных требований, после которой отдел закупок выпускает детальную Техническую Спецификацию, относительно которой потенциальные подрядчики будут вносить свои предложения. В гражданском использовании заявка на проект - это обычно часть сложного торгового процесса, также известного как корпоративные продажи.
Претенденты возвращают предложение в установленную дату и время. Опоздавшие предложения могут рассматриваться или не рассматриваться, в зависимости от условий начального запроса. Предложения используются, чтобы оценить пригодность подавшего как поставщика, продавца или партнёра. По предложениям могут вестись обсуждения (часто разъясняются технические детали или отмечаются ошибки в предложении). В некоторых случаях, всех или только выбранных претендентов могут пригласить участвовать в последующих предложениях, или могут попросить представить своё лучшее техническое и финансовое предложение, обычно называемое Лучшим и Конечным Предложением (англ. Best and Final Offer BAFO).

## Другие запросы
Запрос цены (англ. Request for quotation, RFQ) используется, когда обсуждения с претендентами не требуются (главным образом, когда спецификации продукта или сервиса уже известны), и когда цена — основной или единственный фактор выбора претендента. RFQ может также использоваться как предварительный шаг перед полноценным запросом предложения для определения общего диапазона цен. В этом сценарии продукты, службы или поставщики могут быть выбраны по результатам RFQ для дальнейшего исследования.
Запрос информации (англ. Request for information, RFI) это запрос предложения от потенциального продавца или поставщика услуг, чтобы определить, какие продукты и службы потенциально доступны на рынке для удовлетворения потребностей покупателя и узнать возможность продавца с точки зрения предложений и сил продавца. RFIs обычно используются на главных приобретениях, когда требования могут быть удовлетворены с помощью нескольких альтернативных средств. RFI, однако, не является приглашением, чтобы предложить цену, не используется для выбора покупателя или продавцов, и может приводить или не приводить к запросу предложения или запросу на цену.
Запрос квалификации (англ. Request for qualifications, RFQ) является документом, часто распространяемым перед запросом предложения. Он используется для сбора информации о продавцах от разных компаний, чтобы генерировать пул потенциальных клиентов. Он упрощает процесс рассмотрения предложений по RFP благодаря суженному кругу кандидатов с необходимой квалификацией.
Заявка на тендер (англ. Request for tender, RFT) обычно используется правительством[уточнить].